# Agustina Esteban Barriel
Agustina Esteban Barriel (en ruso: Агустина Эстебан Барриель; Barcelona, 1915 - Moscú, 12 de marzo de 2005) fue una enfermera hispano-rusa y soviética que participó en la batalla de Moscú de la Segunda Guerra Mundial. 

## Biografía
Nacida en Barcelona en 1915, trabajó en una floristería en su juventud. En 1937, durante la guerra civil española, Esteban Barriel se afilió al Partido Comunista de España. Al término de la guerra, emigró a la URSS con su marido José Castelo.
Agustina fue miliciana cuando las unidades alemanas estaban a las puertas de Moscú en la Segunda Guerra Mundial y contratada como enfermera en la 4ª compañía, que estaba formada por españoles. Después de que las tropas de la Alemania nazi fueran derrotadas, Agustina recibió formación, junto con otras jóvenes españoles, en cursos especiales de corta duración para convertirse en enfermera y operadora de radio. El comando la envió a trabajar como enfermera en hospitales. El 21 de agosto de 1942 fue aceptada como empleada civil en un hospital de evacuación, donde trabajó hasta abril de 1943.El 20 de septiembre de 1945 recibió la medalla por la Victoria sobre Alemania en la Gran Guerra Patria 1941-1945. Para entonces se había vuelto a casar y su segundo marido ruso murió en el frente.
Tras el fin de la guerra, vivió en Moscú y trabajó una fábrica de productos artísticos. 
Tras la caída de la Unión Soviética, Esteban Barriel recibió un certificado de participación en la Gran Guerra Patria, según el cual tenía derecho a ciertos beneficios establecidos por la legislación de la Federación de Rusia. Murió el 12 de marzo de 2005 en Moscú.